# Tit Larci Flavus
Tit Larci Flavus (en llatí: Titus Lartius Flavus) va ser un magistrat romà que va exercir com a cònsol l'any 501 aC. Era germà del cònsol Espuri Larci Flavus. Formava part de la gens Làrcia.
Va ser cònsol per segona vegada el 498 aC. Surt d'una nissaga etrusca, i el seu nomen també apareix escrit Lartius, Larcius o Largius.
En aquest segon consolat va conquerir la ciutat de Fidenae. L'any 498 aC la cúria o senat va considerar necessari crear la figura del dictador (només 10 anys després de l'expulsió dels Tarquinis) limitada a sis mesos, però inapel·lable i, per tant, més completa que la monarquia. Flavus va ser el primer dictador i el seu col·lega li va entregar l'imperium i va ser nomenat magister equitum. Va elaborar el cens i va presidir els comicis consulars, i va deixar el càrrec abans de finalitzar. Potser va dedicar un temple a Saturn o el Capitoli al turó Capitolí.
En els disturbis provocats pels plebeus amenaçats pels deutes (494 aC) va recomanar mesures conciliatòries. L'any 493 aC el senat el va enviar a parlamentar amb els plebeus del mont Sagrat i el mateix any va ser llegat del cònsol Pòstum Comini, al setge de Corioli.